# جک دیویس (بازیگر)
جک دیویس (انگلیسی: Jack Davis؛ ‏ ۵ آوریل ۱۹۱۴ – ۳ نوامبر ۱۹۹۲) بازیگر خردسال اهل ایالات متحده آمریکا و یکی از هنرمندان دارودسته ما بود. وی بین سال‌های ۱۹۲۲ تا ۱۹۵۸ میلادی فعالیت می‌کرد. او برادر میلدرد دیویس بود بازیگر اصلی فیلم‌های هارولد لوید شد. هارولد لوید پس از ازدواج با میلدرد دیویس، جک دیویس را از گروه دارودسته ما بیرون کشید و در یک دانشگاه نظامی ثبت‌نام کرد. جک سپس در رشته‌های انسان‌شناسی و پزشکی تحصیل کرد و به یک متخصص قلب موفق در لس آنجلس مبدل و استاد مدرسه پزشکی دیوید گفن در یوسی‌ال‌ای شد.
از فیلم‌ها یا برنامه‌های تلویزیونی که وی در آن نقش داشته‌است، می‌توان به تلفات جنگ! اشاره کرد.